# Gaülli Stam
Gaülli Maria Stam (Schagen, 28 maart 1995) is een Nederlandse actrice en presentatrice. Ze werkt mee aan verschillende producties, zowel voor als achter de schermen. Landelijk bekend wordt ze als presentator van Checkpoint Basecamp en 6pack.

## Biografie en carrière
Stam volgt opleidingen aan het Mediacollege waar ze na een jaar op de regieafdeling de overstap maakt naar een vierjarige opleiding filmacteur. Nadat ze haar opleiding heeft afgerond is ze betrokken bij verschillende producties, zowel voor als achter de schermen. Zo heeft ze een rol in de webserie van SpangaS en is ze te zien in de YouTube-serie DUBIO naast Niek Roozen, die ze ook mede heeft geproduceerd. Verder speelt ze rollen in verschillende films en werkt ze als regieassistente.
In 2022 maakt Stam haar presentatiedebuut als ze presentatrice van Checkpoint Basecamp wordt. In 2024 maakt ze haar opwachting in 6pack, dat dat jaar een comeback maakt bij NPO 3.